# Monumento a Cesare Correnti
Il monumento a Cesare Correnti è una scultura di Luigi Secchi posta in piazza Resistenza Partigiana a Milano.

## Descrizione dell'opera
Il busto in bronzo raffigura Cesare Correnti ed è posto su un semplice piedistallo opera di Luca Beltrami.

## Storia
Il monumento fu inaugurato il 24 novembre 1901 con intervento di alcune autorità, ma con una cerimonia indicata come «fredda, ufficiale».